# Satoshi Ōmura
Satoshi Ōmura (大村 智 Ōmura Satoshi?,  Nirasaki, 12 de julio de 1935) es un bioquímico japonés. Es conocido por el descubrimiento y desarrollo de varios medicamentos a partir de microorganismos. Ha sido galardonado en 2015 con el premio Nobel en Fisiología o Medicina junto a William Cecil Campbell y Tu Youyou por el descubrimiento de una terapia novel contra infecciones causadas por parásitos de gusanos.

## Biografía
Satoshi Ōmura nació en Nirasaki, Yamanashi, Japón, en 1935, el segundo hijo de la familia Ōmura. Después de graduarse de la Universidad de Yamanashi en 1958, fue nombrado profesor de ciencias en la Escuela Secundaria Metropolitana Sumida Tech de Tokio. En 1960, se convirtió en auditor del curso de Koji Nakanishi en la Universidad de Educación de Tokio, un año después, se matriculó en la Universidad de Ciencias de Tokio (TUS) y estudió ciencias. Ōmura recibió su M.S. grado de TUS y su Ph.D. en Ciencias Farmacéuticas de la Universidad de Tokio (1968) y un Ph.D. en Química en TUS (1970).
Desde la década de 1970, Ōmura descubre más de 480 nuevos compuestos, hay 25 tipos de medicamentos y reactivos en uso. Además, los compuestos que tienen una estructura única y actividad biológica descubierta por Omura están llamando la atención como compuestos principales en la investigación de descubrimiento de fármacos, y se han creado nuevos fármacos contra el cáncer y similares.